# Сингараджа
Сингара́джа (индон. Singaraja) — населённый пункт на северном побережье острова Бали, Индонезия. Является административным центром округа Булеленг.

## История
До 1953 года город служил административным центром для голландской колонии на острове Бали и Малых Зондских островах. Ту же роль он выполнял и во время японского правления.
Сингараджа был столицей Бали до 1968 года, сейчас этот статус принадлежит Денпасару.
Здесь родился и жил индонезийский писатель И Густи Ньоман Панджи Тисна.

## Достопримечательности
В центре города есть статуя Синга Амбара Раджа, которая расположена перед резиденцией регента Булеленга.
Здесь работает единственная в мире библиотека с лонтарскими письменами, которые запечатлены на листьях пальмы.

## Города-побратимы
- Баколод, Филиппины
- Андон, Южная Корея[2]